# Selce (Tetovo)
Selce (makedonsky: Селце, albánsky: Sellca) je vesnice v Severní Makedonii. Nachází se v opštině Tetovo v Položském regionu.
Podle posledního sčítání lidu z roku 2002 žije ve vesnici 2 538 obyvatel. Etnickými skupinami jsou:
- Albánci - 2 521
- Makedonci - 1
- ostatní - 16